# Sân bay quốc tế Bandaranaike
Sân bay Quốc tế Bandaranaike (Airport codes|CMB|VCBI) là một trong hai cảng hàng không quốc tế của Sri Lanka. Sân bay này nằm tại Katunayaka, cách thủ đô Colombo 35 km về phía bắc. Sân bay này do công ty dịch vụ hàng không và sân bay Sri Lanka quản lý. Sân bay có một đường băng dài 3350 m.

## Các hãng hành không đang hoạt động và điểm đến
- Air Arabia (Sharjah)
- Air India
  - Air-India Express (Chennai)
- Indian Airlines (Chennai)
- Air Italy (Milan-Malpensa, Verona)
- Austrian Airlines (Vienna)
- Blue Panorama (Milan-Malpensa)
- Condor Airlines (Frankfurt)
- Edelweiss Air (Zurich)
- Emirates (Dubai, Jakarta, Malé, Singapore)
- FitsAir (Tp. Hồ Chí Minh) Chuyến bay đặc biệt
- Jet Airways (Chennai)
- Jet Lite (Bangalore, Chennai)
- Kuwait Airways (Kuwait, Jakarta)
- Malaysia Airlines (Kuala Lumpur, Male)
- Martinair (Amsterdam)
- Qatar Airways (Doha)
- RAK Airways (Ras Al Khaimah)
- Royal Jordanian (Amman)
- Saudi Arabian Airlines (Dammam, Jeddah, Riyadh)
- Singapore Airlines (Singapore)
- SriLankan Airlines (Abu Dhabi, Bangalore, Bangkok-Suvarnabhumi, Beijing, Channai, Coimbatore, Doha, Dubai, Delhi, Dammam, Frankfurt, Goa, Hong Kong, Hyderabad, Kuala Lumpur, London-Heathrow, Male, Paris Charles de Gaulle, Karachi, Kuwait, Singapore, Tokyo-Narita)
- Thai Airways International (Bangkok-Suvarnabhumi)
- Vietnam Airlines (Tp. Hồ Chí Minh) Chuyến bay đặc biệt

## Hàng hóa
- China Airlines Cargo
- Emirates SkyCargo
- Expo Aviation
- Korean Air Cargo
- Singapore Airlines Cargo
- Transmile Air Services

## Các hãng đã từng hoạt động tại sân bay này
- Aeroflot
- Air Ceylon (Chuyển cho Air Lanka)
- Air Maldives
- AOM French Airlines
- British Airways
- British Overseas Airways Corporation (BOAC) (Chuyển từ British European Airways tới British Airways)
- Cyprus Airways
- Czech Airlines
- Etihad Airways (đang phục hồi)
- Gulf Air
- KLM Royal Dutch Airlines
- Mahan Air
- Middle East Airlines
- Qantas Empire Airways (QEA)
- Royal Nepal Airlines
- Swissair (Chuyển cho Swiss International Airlines)
- Trans World Airlines (TWA)
- UTA Airlines (Chuyển cho Air France)
- Oman Air